# Hans-Jürgen Bode
Hans-Jürgen Bode (* 27. Juni 1941 in Herne; † 6. Oktober 2022) war ein deutscher Handballtorwart.

## Leben

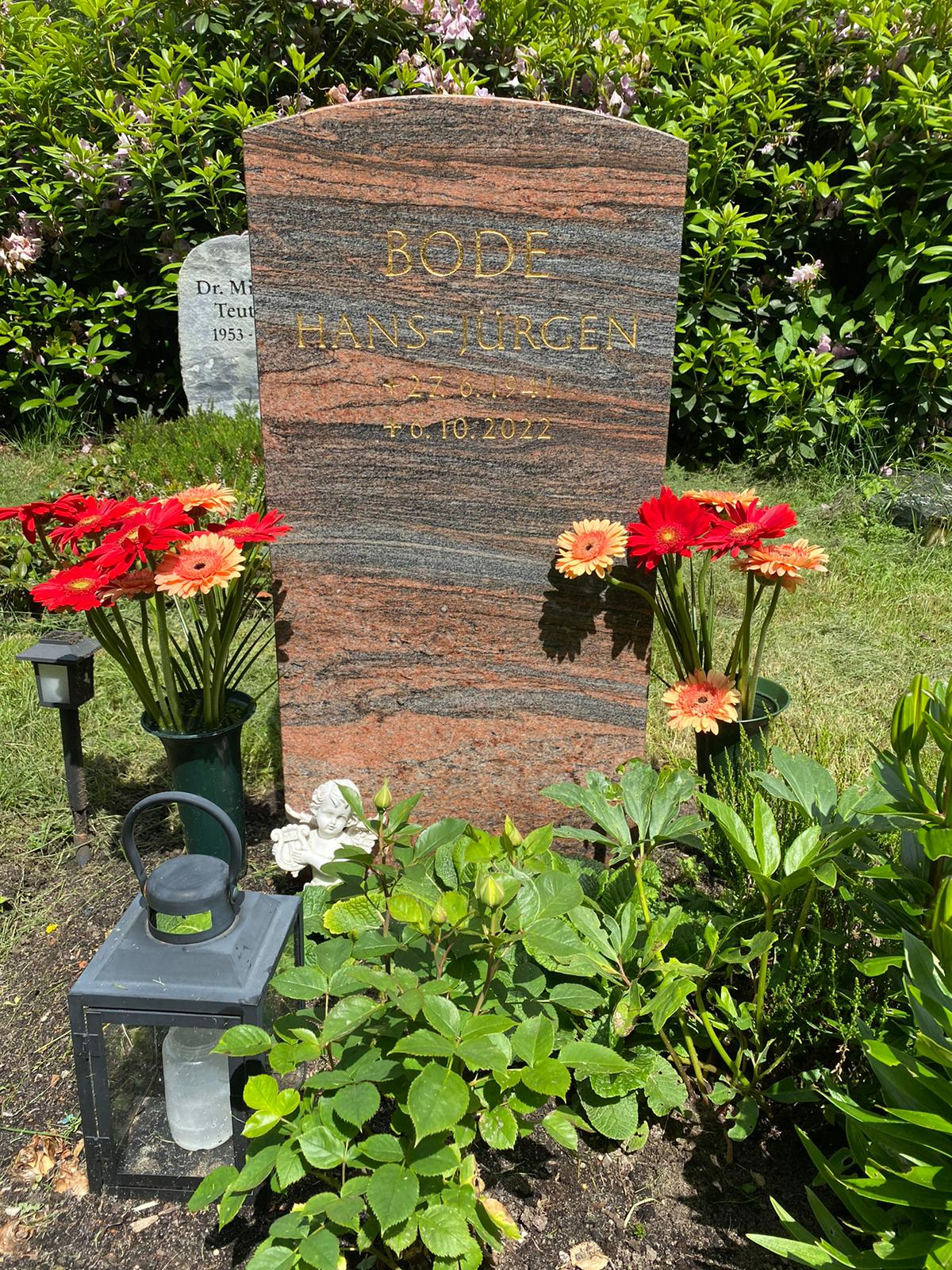
Grabstätte auf dem Friedhof Ohlsdorf

Bode begann beim FC St. Pauli als Fußballspieler und schloss sich dann der Handballabteilung des SV St. Georg von 1895 an. Ab 1963 stand er im Tor des Hamburger SV, mit dem er bis 1969 drei Saisons in der neu gegründeten Feldhandball-Bundesliga und ab 1966 in der ebenfalls neu gegründeten Hallenhandball-Bundesliga spielte. Der größte Erfolg des Hamburger SV in dieser Zeit war die Vizemeisterschaft im Feldhandball 1966 und in der Halle das Halbfinale in der Saison 1969/70. Er verpasste in zehn Jahren Hallen-Bundesliga kein einziges Spiel und stand in allen 152 Bundesliga-Begegnungen des Hamburger SV im Tor. Zum Zeitpunkt seines Abstiegs mit dem Hamburger SV (1976) aus der Bundesliga war er damit Rekordspieler der Eliteliga.
Der 1,76 m große Keeper absolvierte zwischen 1965 und 1972 68 Länderspiele mit der deutschen Nationalmannschaft, davon am 15. November 1966 eines als Feldspieler gegen die Schweiz. Als Torwart gehörte er zu den Aufgeboten für die Hallenweltmeisterschaft 1967 (sechster Platz) und 1970 (fünfter Platz). Zum Abschluss seiner Karriere bildete er zusammen mit Klaus Kater das Torhüterduo bei der olympischen Premiere des Hallenhandballs 1972 in München, bei der die bundesdeutsche Mannschaft den sechsten Platz belegte.
Bode war Betriebswirt und Leiter des Rechnungswesens bei einer Hamburger Feinkostfirma.
Bode starb nach kurzer Krankheit am 6. Oktober 2022. Er wurde auf dem Friedhof Ohlsdorf (Planquadrat W 6) beigesetzt.